# Aphrodita australis
Aphrodita australis är en ringmaskart som beskrevs av Baird 1865. Aphrodita australis ingår i släktet Aphrodita och familjen Aphroditidae.
Artens utbredningsområde är havet kring Nya Zeeland. Inga underarter finns listade i Catalogue of Life.